# هانس فون بورژودی
هانس فون بورژودی (آلمانی: Hans von Borsody; تلفظ آلمانی: [ˈboʁʒodi]; ۲۰ سپتامبر ۱۹۲۹ – ۴ نوامبر ۲۰۱۳) بازیگر سینما اهل آلمان بود.
از فیلم‌ها یا برنامه‌های تلویزیونی که وی در آن نقش داشته‌است می‌توان به پلی در دوردست، وراثت، و غار اشاره کرد.